# Mitropolia Ardealului

Mitropolia Ardealului (cu albastru) în perioada interbelică

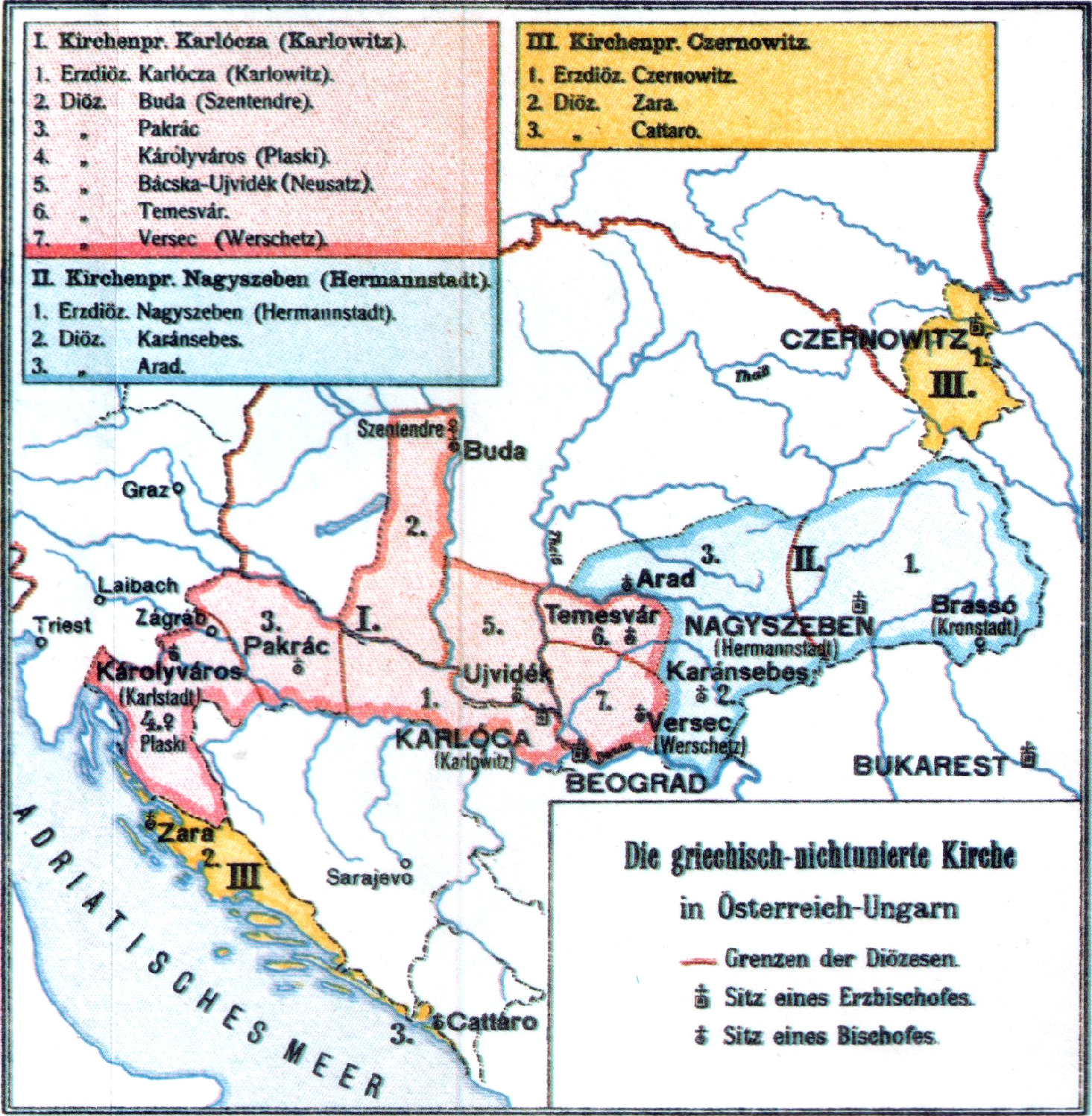
Provincia mitropolitană a Sibiului în anul 1909 (marcată cu albastru). Cu culoare roșie: provincia mitropoliei sârbe de la Karlovitz.

## Istoria
Prezența unor mitropoliți ortodocși în Ardeal este atestată documentar pentru prima dată în 1377, la Alba Iulia.
Începând cu jumătatea secolului XIX, sub conducerea lui Andrei Șaguna și a secundului său, Procopie Ivașcovici, Mitropolia Ardealului a fost înființată canonic, cu sediul la Sibiu. Aceasta după ce vechea mitropolie de la Alba Iulia se unise cu Biserica Romei la începutul secolului precedent (vezi: Arhieparhia de Alba Iulia) și își stabilise sediul la Blaj. 
La 23 aprilie 1919 Mitropolia Ardealului s-a unit cu Sfântul Sinod al Mitropoliei Ungrovlahiei de la București.
În anul 1947 episcopiile din vest (Timișoara, Arad și Caransebeș) au format nou înființata Mitropolie a Banatului, cu sediul la Timișoara.
La 4 noiembrie 2005 eparhiile din centrul și nordul Ardealului se desprind de Sibiu și se constituie în Mitropolia Clujului, Albei, Crișanei și Maramureșului, printr-o Hotărâre a Sfântului Sinod al Bisericii Ortodoxe Române.
În urma ședinței Sfântului Sinod al Bisericii Ortodoxe Române din zilele de 16-17 februarie 2012, s-a hotărât ca în urma cererii adunărilor eparhiale ale Arhiepiscopiei de Alba Iulia, Episcopiei Oradiei și Episcopiei Devei și Hunedoarei să fie subordonate Mitropoliei  Ardealului conduse de Laurențiu Streza.

## Organizare
- Arhiepiscopia Sibiului
  - Arhiepiscop și mitropolit: Laurențiu Streza
  - Episcop-vicar: Ilarion Urs

- Arhiepiscopia Ortodoxă de Alba Iulia
  - Arhiepiscop: Irineu Pop

- Episcopia Oradiei
  - Episcop: Sofronie Drincec

- Episcopia Covasnei și Harghitei
  - Episcop: Andrei Nicolae Moldovan

- Episcopia Devei și Hunedoarei
  - Episcop: Nestor Dinculeană
  - Arhiereu-vicar: Gherontie Ciupe[necesită citare]